# Willie Stargell
Wilver Dornell "Willie" Stargell (6 de março de 1940 – 9 de abril de 2001), apelidado de "Pops" nos últimos anos de sua carreira, foi um jogador profissional de beisebol. Jogou toda sua carreira da Major League Baseball (MLB) entre 1962 e 1982 como campista esquerdo e   primeira base pelo Pittsburgh Pirates da National League (NL). Em seus 21 anos de carreira com o Pirates, rebateu média de 28,2% com  2232  rebatidas, 423 duplas, 475 home runs e 1540  corridas impulsionadas, ajudando seu time em conquistas de seis flâmulas da Divisão Oeste da Liga Nacional, dois títulos de Série da Liga Nacional e duas World Series (1971, 1979). Stargell entrou para o  Baseball Hall of Fame em 1988.